# Логор Уштица
Концентрациони логор Уштица био је концентрациони логор посебно изграђен за Роме у Независној Држави Хрватској (НДХ), који је добио ознаку „Цигански логор“.   Основан је током Другог светског рата у данашњем хрватском селу Уштица код Јасеновца, а њиме су управљале хрватске фашистичке усташе између 1942. и 1945. године.  

## Историја
Усташе су 1. маја 1942. године депортовале српско православно становништво села Уштица у логоре Јасеновац и Стара Градишка, одакле су неки даље депортовани у логор Сајмиште.  Куће и имања прогнаних Срба су потом ограђени бодљикавом жицом и тако претворени у концентрациони логор, који је накнадно намењен Ромима за које није било места у логору Циглана, који је припадао комплексу концентрационог логора Јасеновац. Поред тога, у концентрационом логору Уштица су били заточени и неки Срби, који су одатле депортовани током офанзиве југословенских партизана на подручје Козаре које су држале усташе. Неки интернирани из логора послани су у Доњу Градину као принудни радници. Тамо су многи убијени на најстрашнији начин, други су убијени у самом логору. Данас се тамо налази спомен-плоча у знак сећања на почињене ратне злочине, која се односи искључиво на 21 гроб интернираних Рома. 